# 버나드 로즈

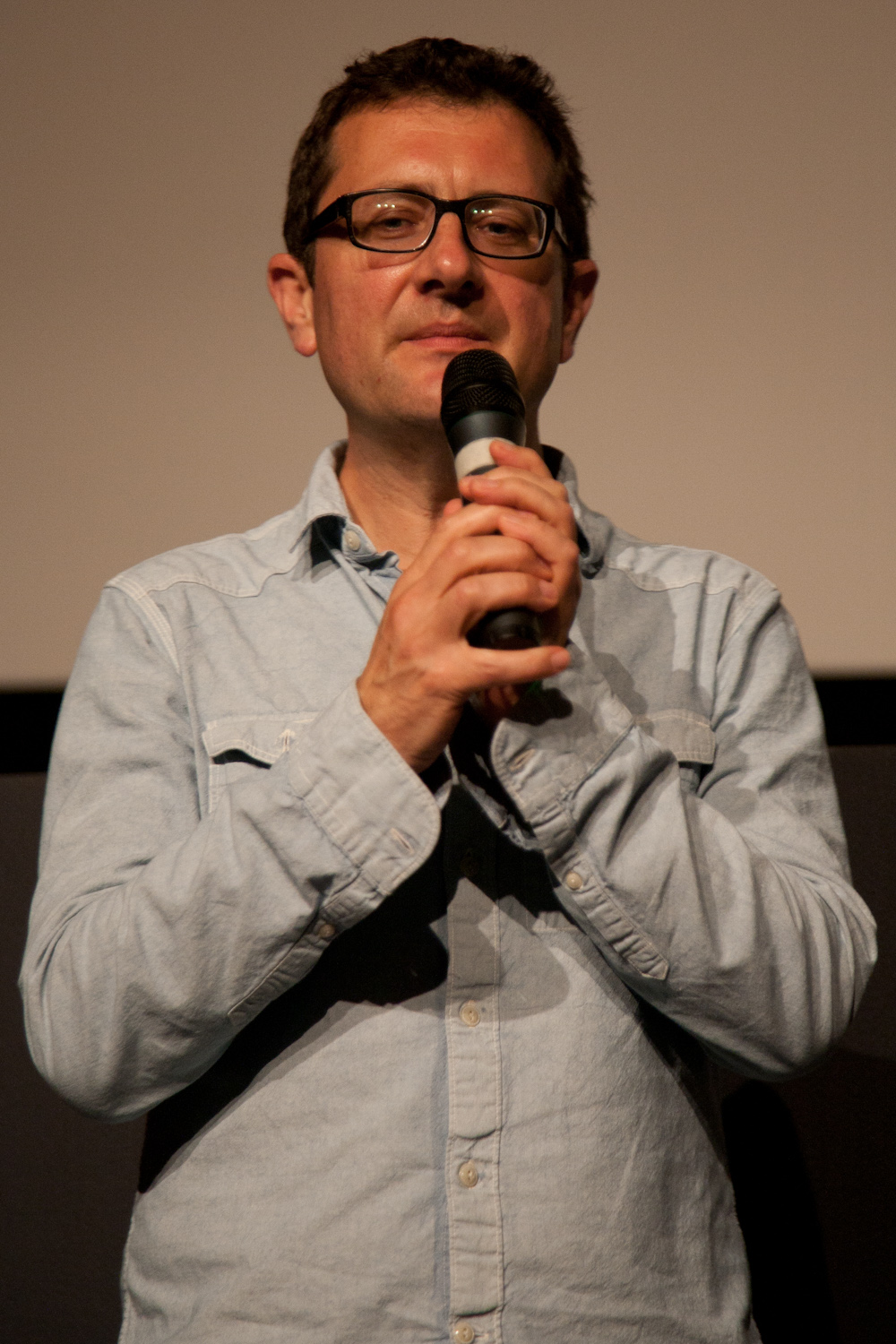

버나드 로즈(Bernard Rose, 1960년 8월 4일 ~ )는 영국 배우이자 영화 감독으로서, 1992년에 감독한 공포 영화 캔디맨(Candyman)과 1994년 작품인 로맨스 영화 불멸의 연인(Immortal Beloved)으로 유명하다.

## 작품 활동
- 1986 Smart Money
- 1987 Body Contact
- 1988 Paperhouse
- 1990 en:Chicago Joe and the Showgirl
- 1992 캔디맨 (영화)
- 1994 불멸의 연인
- 1997 Anna Karenina
- 2000 Ivans xtc
- 2005 en:Snuff-Movie
- 2008 The Kreutzer Sonata
- 2010 en:Mr Nice
- 2011 en:Two Jacks[1]
- 2012 Boxing Day
- 2013 에스엑스 테잎
- 2013 파가니니: 악마의 바이올리니스트[2]
- 2015 Frankenstein